# З Неба до Землі
«З Неба до Землі» — альбом львівського вокального колективу «Піккардійська Терція».

## Перелік пісень
1. «Добрий вечір тобі»
2. «Землю Юдейську»
3. «Тиха ніч»
4. «Нова радість стала»
5. «Радуйся радость твою»
6. «У неділю рано»
7. «Небо і земля»
8. «Ой, ходять пави»
9. «Щедрик»
10. «Ой, ладо ладо»
11. «В Вифлеємі днесь Марія»
12. «Будьте здорові»
13. «Auld Lang Syne»
14. «Lulaj ze Jezuniu»
15. «Santa Clause is Coming to Town»
16. «The Little Drummer Boy»
17. «Dime Nino, de Quine Eres»